# Sabine Schut-Kery
Sabine Schut-Kery (Krefeld, 10 de setembro de 1968) é uma ginete de elite estadunidense, medalhista olímpica.

## Carreira
Schut-Kery conquistou a medalha de prata nos Jogos Olímpicos de Verão de 2020 em Tóquio, na prova de adestramento por equipes, ao lado de seu cavalo Salvino, e de seus companheiros Steffen Peters e Adrienne Lyle. Ela treinou por muitos anos na Alemanha, mas em 1998 mudou-se para o Texas para se tornar a treinadora-chefe da Proud Meadows.